# Southpaw (ścieżka dźwiękowa)
Southpaw (Music from and Inspired By the Motion Picture) – oficjalna ścieżka dźwiękowa powstała do filmu pt. Do utraty sił z 2015 roku w reżyserii Antoine'a Fuqua. Album został wydany 24 lipca 2015 r. nakładem wytwórni Shady Records. W celu promocji wydawnictwa wydano trzy single „Phenomenal“ i „Kings Never Die“ z gościnnym udziałem Gwen Stefani, rapera Eminema oraz „R.N.S.“ zespołu Slaughterhouse.
Ścieżka dźwiękowa została zadedykowana kompozytorowi filmu Do utraty sił Jamesowi Hornerowi, który zginął tragicznie w katastrofie samolotu Embraer EMB 312 Tucano 22 czerwca 2015 roku, w wieku 61 lat. Był to ostatni projekt w którym udział brał Horner.
Album zadebiutował na 5. miejscu listy sprzedaży Billboard 200 oraz na 2. pozycji notowania Top R&B/Hip-Hop Albums, sprzedając się w ilości 45 000 egzemplarzy. W drugim tygodniu sprzedaż wyniosła 15 500 sztuk, a w kolejnym 8 800, ostatecznie uzyskując 69 000 kopii.

## Lista utworów
| Nr  | Tytuł utworu                                                                                              | Producent                    | Długość |
| --- | --- | ---------------------------- | ------- |
| 1.  | „Cry for Love (Part 1)” (James Horner)                                                                    |                              | 1:27    |
| 2.  | „Kings Never Die” (Eminem gości. Gwen Stefani)                                                            | DJ Khalil, Eminem            | 4:56    |
| 3.  | „Beast (Southpaw Remix)” (Rob Bailey & The Hustle Standard gości. Busta Rhymes, KXNG CROOKED & Tech N9ne) | Charley Hustle, DJ Khalil    | 4:39    |
| 4.  | „This Corner” (Denaun)                                                                                    | Eminem, L. Resto, Mr. Porter | 3:53    |
| 5.  | „What About the Rest of Us” (Action Bronson & Joey Bada$$ gości. Rico Love)                               | Rico Love, Kasanova          | 4:12    |
| 6.  | „Raw” (Bad Meets Evil)                                                                                    | Sarom, CertiFYD              | 3:40    |
| 7.  | „R.N.S.” (Slaughterhouse)                                                                                 | AraabMuzik, Just Blaze       | 3:39    |
| 8.  | „Wicked Games” (The Weeknd)                                                                               | Doc McKinney, Illangelo      | 5:24    |
| 9.  | „All I Think About” (Bad Meets Evil)                                                                      | Eminem, L. Resto             | 6:12    |
| 10. | „Drama Never Ends” (50 Cent)                                                                              | Frank Dukes                  | 3:16    |
| 11. | „Mode” (PRhyme gości. Logic)                                                                              | DJ Premier                   | 3:01    |
| 12. | „Notorious Thugs” (The Notorious B.I.G. gości. Bone Thugs-n-Harmony)                                      | Stevie J, Sean Combs         | 6:07    |
| 13. | „Phenomenal” (Eminem)                                                                                     | Eminem, L. Resto             | 4:42    |
| 14. | „Cry for Love (Part 2)” (James Horner)                                                                    |                              | 1:33    |
|     | |                              | 56:41   |